# Mananjary
Mananjary è un comune urbano (firaisana) situato sulla costa sud-orientale del Madagascar (provincia di Fianarantsoa). È capoluogo del distretto di Mananjary.
Ha una popolazione di 28.498 abitanti (stima 2005 ).

## Infrastrutture e trasporti

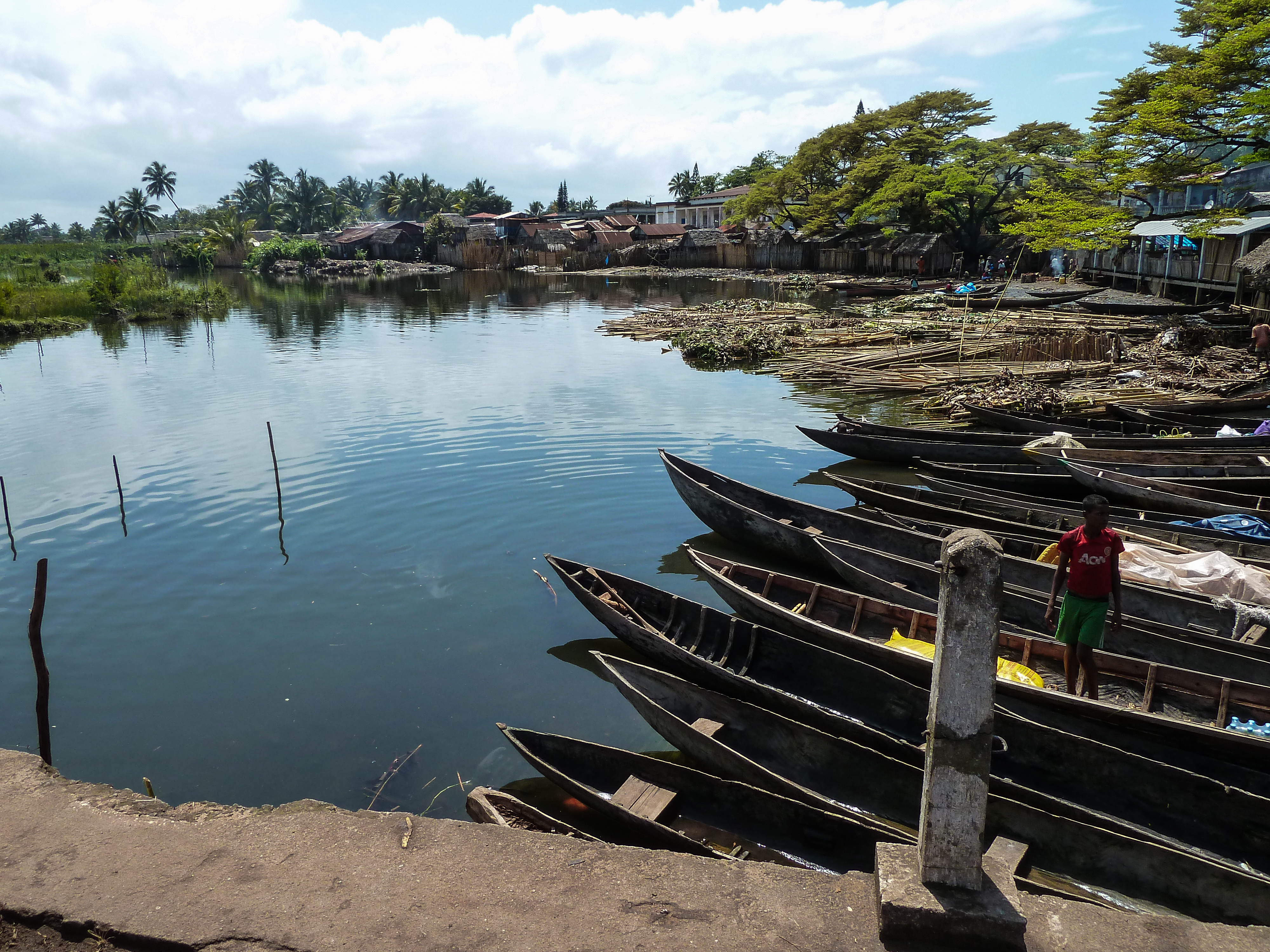
Veduta del porto

La città è sede di un aeroporto civile (codice IATA: MNJ), di un porto marittimo e di una stazione fluviale sul Canal des Pangalanes.